# Artiomowka (przystanek kolejowy)
Artiomowka (ros. Артёмовка) – przystanek kolejowy w miejscowości Artiomowka, w rejonie niemańskim, w obwodzie królewieckim, w Rosji. Położony jest na linii Pojegi - Czerniachowsk.

## Historia
Stacja kolejowa powstała w XIX w., gdy te tereny należały do Niemiec. Przebudowana do przystanku w okresie sowieckim.